# Гросвајл
Гросвајл (њем. Großweil) општина је у њемачкој савезној држави Баварска. Једно је од 22 општинска средишта округа Гармиш-Партенкирхен. Према процјени из 2010. у општини је живјело 1.412 становника. Посједује регионалну шифру (AGS) 9180119.

## Географски и демографски подаци
Гросвајл се налази у савезној држави Баварска у округу Гармиш-Партенкирхен. Општина се налази на надморској висини од 621 метра. Површина општине износи 22,0 km². У самом мјесту је, према процјени из 2010. године, живјело 1.412 становника. Просјечна густина становништва износи 64 становника/km².